# أندرو ستانتون
كريستوفر اندرو ستانتون الابن (بالإنجليزية:Andrew Stanton) (ولد في 3 كانون الأول / ديسمبر، 1965 في روك بورت ماساتشوستس) مخرج ومؤلف وكاتب سيناريو أمريكي لأفلام الرسوم المتحركة. من أهم أعماله في التأليف والإخراج فيلمى:البحث عن نيمو ووالي لصالح شركة والت ديزني ستوديو بيكسار
وحصل اندرو على جائزة الأوسكار لأفضل فيلم صور متحركة عن فيلمى البحث عن نيمو عام 2003 ووالي عام 2009.

## أفلامه
- حكاية لعبة 1 1995
- حياة حشرة 1998
- حكاية لعبة 2 1999
- شركة المرعبين المحدودة2001.
- البحث عن نيمو 2003
- الخارقون (فيلم) 2004
- سيارات (فيلم) 2006
- راتاتوي (الطباخ الصغير)2007
- وال-إي (فيلم) 2008
- Partly Cloudy 2009
- فوق 2009
- حكاية لعبة 3 2010
- جون كارتر (فيلم) 2012

## وصلات خارجية
- أندرو ستانتون على موقع IMDb (الإنجليزية)
- أندرو ستانتون على موقع ألو سيني (الفرنسية)
- أندرو ستانتون على موقع أول موفي (الإنجليزية)
- أندرو ستانتون على موقع بوكس أوفيس موجو (الإنجليزية)
- أندرو ستانتون على موقع قاعدة بيانات الأفلام السويدية (السويدية)
- أندرو ستانتون على موقع قاعدة بيانات الفيلم (الإنجليزية)
- أندرو ستانتون على موقع كينوبويسك (الروسية)